# Serris
Serris è un comune francese di 7 443 abitanti situato nel dipartimento di Senna e Marna nella regione dell'Île-de-France.
Fa parte della città nuova di Marne-la-Vallée.

## Società

### Evoluzione demografica
Abitanti censiti